# Wolfgang Brunner (Musiker)

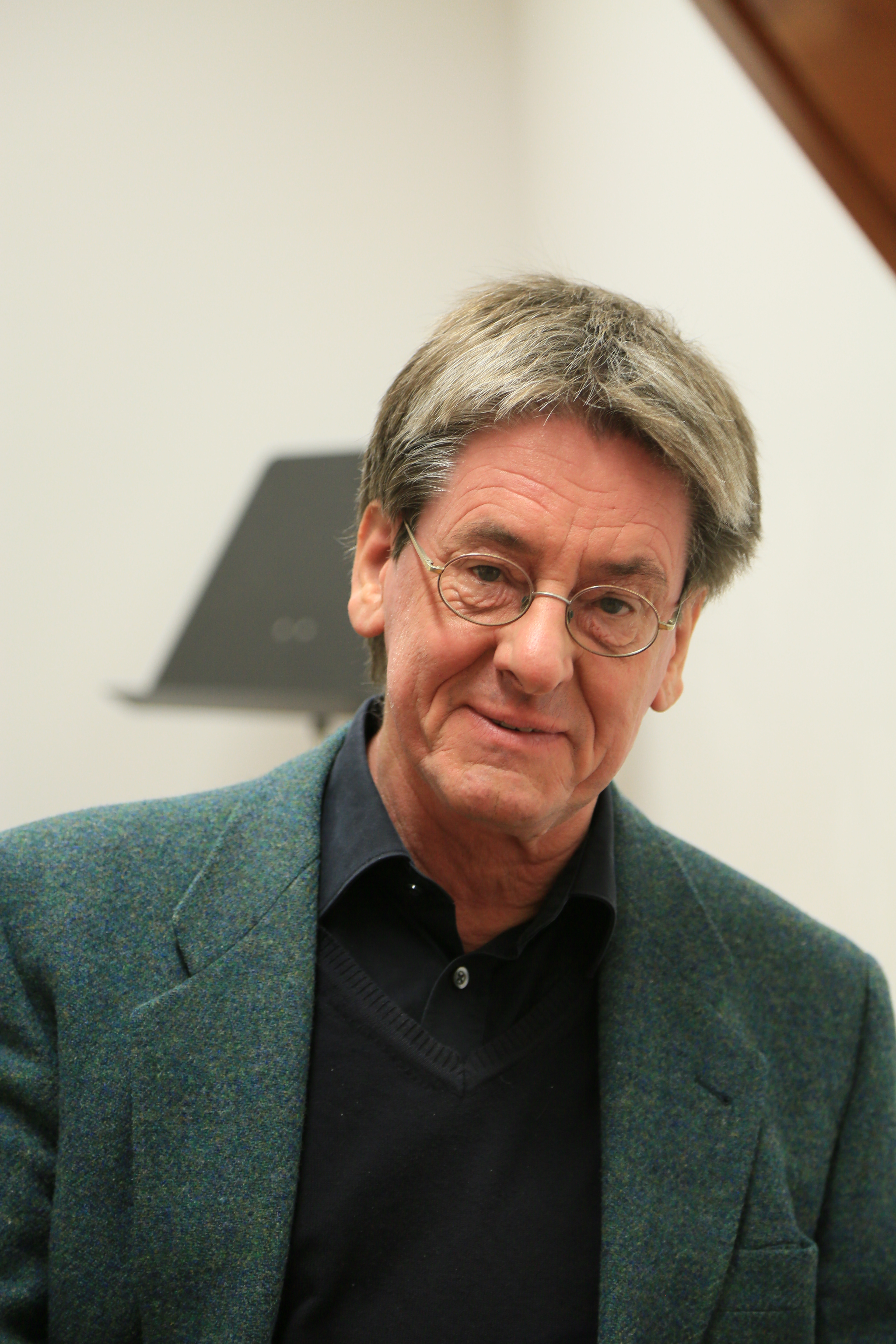
Wolfgang Brunner (2018)

Wolfgang Brunner (* 1958 in Regensburg) ist ein Univ.-Doz. für Historische Tasteninstrumente an der Universität Mozarteum in Salzburg.

## Leben
Wolfgang Brunner erhielt während seiner Schulzeit Klavierunterricht von seinem Vater. Nach dem Abitur 1977 bis 1981 studierte er Schulmusik an der Musikhochschule München und bestand das Staatsexamen mit Auszeichnung. Von 1982 bis 1986 studierte er Klavier bei Hans Leygraf an der Hochschule Mozarteum in Salzburg. Von 1985 bis 1989 studierte er Cembalo mit Liselotte Brändle, Kenneth Gilbert und Glen Wilson, Hammerklavier mit Eckart Sellheim und Richard Fuller sowie Historische Aufführungspraxis mit Nikolaus Harnoncourt.
Seit 1985 unterrichtet er Historische Tasteninstrumente, Generalbass, Klavier, Klavierimprovisation und -didaktik an der Universität Mozarteum, und von 1990 bis 1992 auch Hammerklavier an der Musikhochschule Karlsruhe.
Seit 1989 gastierte er bei fast allen bedeutenden europäischen Festivals für Alte Musik (u. a. Utrecht, Brügge, Herne) und gilt heute als einer der führenden Spezialisten seiner Generation. Zu seinen Partnern zählen dabei bekannte Interpreten der „Alten Musik-Szene“ wie z. B. Michael Schopper, Barbara Schlick, Gerd Türk, Konrad Hünteler oder das Freiburger Barockorchester. Außerdem arbeitete er solistisch als Continuospieler immer wieder mit bekannten Dirigenten wie Sándor Végh, Franz Welser-Möst, Helmuth Rilling, Sylvain Cambreling zusammen (u. a. bei den Salzburger Festspielen).
1991 gründete er das Ensemble „Salzburger Hofmusik“, das sich hauptsächlich, aber nicht ausschließlich, mit der Musik des 17. – 19. Jahrhunderts auf Originalinstrumenten beschäftigt, wobei die Musik des Salzburger Hofes einen Schwerpunkt im Repertoire einnimmt.
Unter Wolfgang Brunners Schallplatten- und Rundfunkaufnahmen befinden sich zahlreiche Ersteinspielungen, u. a. die Klavierwerke von Anton Bruckner, E.T.A. Hoffmann, Lieder von Carl Orff und Heinrich Ignaz Franz Bibers Oper „Arminio“.
Außerdem beschäftigte sich Wolfgang Brunner viele Jahre mit Tanzwissenschaft und Tanzgeschichte. In diesem Zusammenhang studierte er Musik- und Theaterwissenschaft sowie Volkskunde in München und Salzburg. Brunner war von 1983 bis 1988 Lehrbeauftragter für historischen Tanz und veröffentlichte Aufsätze und Lexikonartikel (MGG-Artikel „Arbeau“ und „Branle“).

## Auszeichnungen

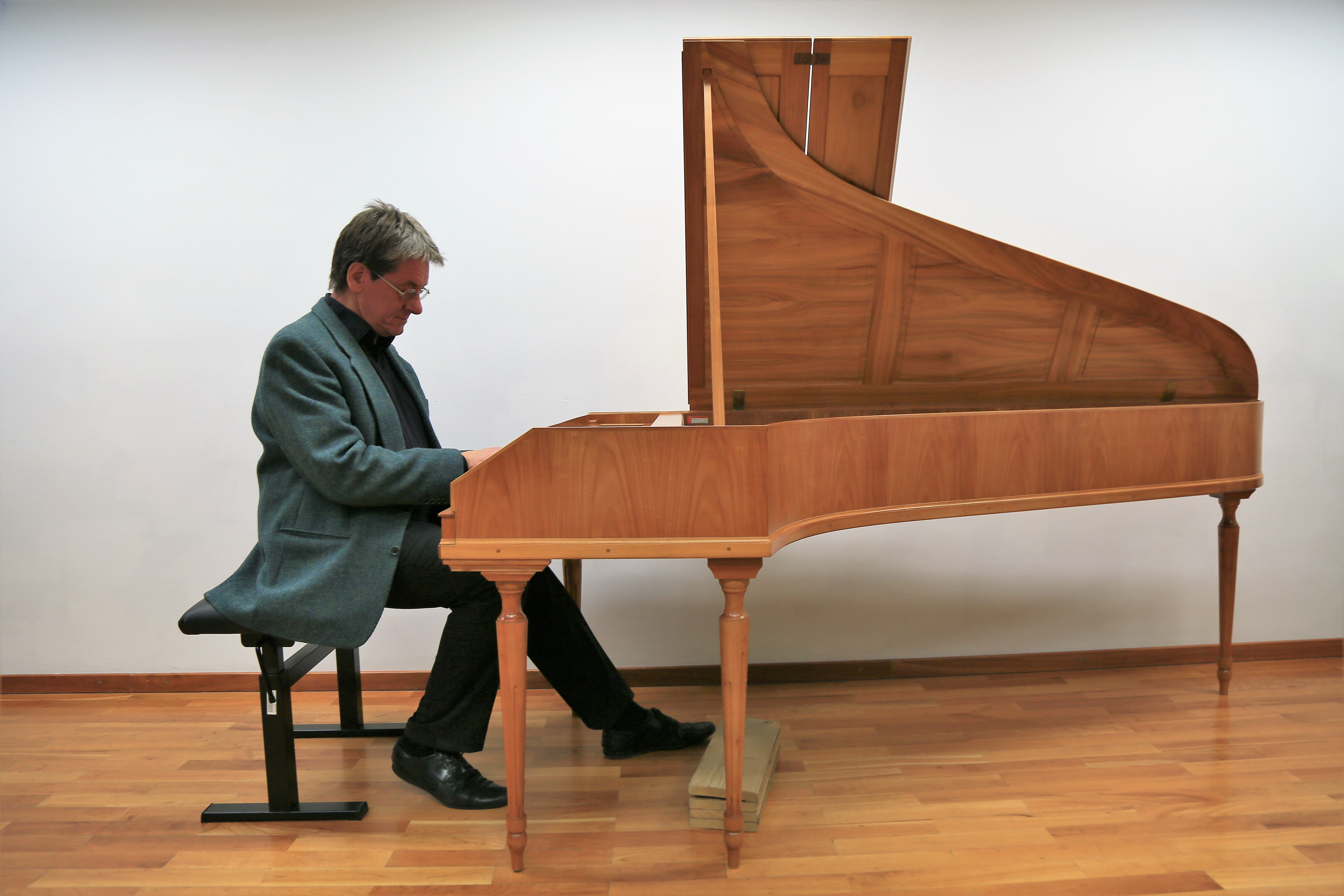
Wolfgang Brunner am Hammerklavier

- 1988: Erster Preisträger des Internationalen C.P.E. Bach Wettbewerbes Hamburg in den Kategorien Cembalo und Hammerklavier
  - Hammerklavierpreis der deutschen Grammophongesellschaft.
- 1989: Erster Preisträger des Internationalen Mozartwettbewerbes Brügge in der Sparte Hammerklavier.